# 안정효
안정효(安正孝, 1941년 12월 2일~2023년 7월 1일)는 대한민국 소설가이자 번역가이다.

## 생애
서울에서 태어나 1965년 서강대학교 영어영문과를 졸업했다. 1964년 《코리아헤럴드》 문화부 기자를 시작으로 《코리아타임스》《주간여성》 기자, 한국 브리태니커 회사 편집부장, 코리아타임스 문화체육부장을 거쳤다. 1975년 가브리엘 마르께스의 《백년 동안의 고독》을 비롯, 총 160여 권의 책을 번역하였다. 1983년 《실천문학》에 장편 반전(反戰)소설 《하얀전쟁》으로 등단하였다. 하얀전쟁은 초판 후에 한국 문잔에서 조용히 사라졌던 소설이었다. 하지만 그가 영어로 다시 구성하여 미국에서 출판하여 유명해지자 한국으로 역수입되었다.
그는 대학시절부터 영문으로 소설을 쓰기 시작했다. 그의 소설은 영어, 독일어, 일본어, 덴마크어로 번역했으며, 《하얀전쟁》은 베트남어로, 《은마는 오지 않는다》는 폴란드어로 번역했다.

## 학력
- 중동고등학교 졸업
- 서강대학교 영문학과 졸업

## 주요 작품
- 《하얀전쟁》
- 《가을바다 사람들》
- 《학포장터의 두 거지》
- 《은마는 오지 않는다》
- 《동생의 연구》
- 《미늘》
- 《헐리우드 키드의 생애》
- 《나비 소리를 내는 여자》
- 《낭만파 남편의 편지》
- 《태풍의 소리》
- 《하늘에서의 명상》
- 《착각》
- 《미늘의 끝》
- 《헐리우드 키드의 20세기 영화 그리고 문학과 역사 - 전설의 시대》
- 《신화와 역사의 건널목》
- 《정복의 길》

## 수상
1992년 《악부전》으로 김유정 문학상(동서문화사 제정)을 수상했다.

## 같이 보기
- 한국 문학